# Стекляр Борис Юхимович
Бори́с Юхи́мович Стекляр (29 січня 1923, Новоград-Волинський (нині Звягель) Житомирської області — 18 січня 2018, Рівне, Рівненська область) — полковник КДБ СРСР, в 40—50 роках XX століття один з головних фахівців боротьби з Українською повстанською армією на Рівненщині. Обвинувачуваний в справі про вбивство двох або більше осіб в березні 1952 року, зокрема художника та члена референтури пропаганди Волинського крайового проводу ОУН Ніла Хасевича та двох його побратимів. Помер не дочекавшись вироку суду.

## Життєпис
Народився в родині військовика Червоної армії в Новоград-Волинському, де його батько проходив службу.
Пішов на війну в серпні 1941 року за власним бажанням. Був прийнятий до 38-го окремого батальйону зв'язку на посаду мотоциклетного кулеметника. Під час відступу під Уманню дістав осколкове поранення в голову, після чого був перевезений до міста Акбулак Оренбурзької області. Після одужання в грудні 1941 року направлений на Калінінський фронт до 908-го стрілецького полку 246-ї стрілецької дивізії 29-ї Армії під місто Ржев, де був відібраний у взвод полкової розвідки, в складі якої воював до грудня 1942 року, доки не дістав важке поранення в ліву ногу під час виконання спеціального завдання.
Воював під Сталінградом як командир відділення. Від березня 1943 до лютого 1944 навчався в 1-му Ленінградському артилерійському училищі, яке на той час розташовувалося в місті Енгельс. Закінчив навчання з відзнакою, за спеціальністю артилерійський розвідник, і званням молодшого лейтенанта.
Після закінчення училища призначений командиром взводу розвідки 211-го артилерійського полку 61-ї армії 1-го Білоруського фронту. У складі 61-ї армії брав участь у визволенні Білорусі. Відтак направлений на 2-й Прибалтійський фронт, де брав участь у визволенні Риги, за що був нагороджений Орденом Вітчизняної війни 2-го ступеня. У листопаді 1944 року направлений до Польщі, за визволення Варшави нагороджений Орденом Вітчизняної війни 1-го ступеня. Перемогу зустрів у Німеччині (м. Віттенберг). У травні 1945 року був призначений командиром роти СМЕРШ у Берліні.
Навчався в Новосибірській школі контррозвідки НКО СМЕРШ, яку закінчив з відзнакою. Був направлений до міста Рівне для проходження служби в органах державної безпеки.
Вийшов у відставку 1976 року як начальник відділу управління КДБ Рівненської області. Протягом наступних 33 років очолював міжнародне агентство «Інтурист» по місту Рівне та області.

### Справа про вбивство Ніла Хасевича
26 квітня 2017 року Генеральна прокуратура України почала розслідування за фактом вбивства художника ОУН і УПА Ніла Хасевича працівником органів держбезпеки СРСР Борисом Стекляром. Стекляр своєї вини не визнає, проте в декількох книжках, які описують події, зазначається, що саме Стекляр кинув гранату, якою було вбито трьох ОУНівців.

З нарису «Прийшов із війни лейтенант»:
«Операцію із захоплення Зота капітан Стекляр призначив на 4 березня 1952 року… „Виходьте! Інакше закидаємо гранатами!“ — крикнув Стекляр. Відповіддю було мовчання. Отже, переговори не відбулися. Чекіст витягнув із сумки гранату РГД і шепнув командиру відділення… Сержант точно на півметра, не вище, підняв важку ляду… Цього вистачило, щоб метнути в лаз гранату. Глухо прогримів під ногами вибух… Почекавши трохи, капітан дав сигнал солдатам підняти затичку і знову наказово вигукнув: „Хто живий — виходьте! Інакше пустимо гранати в хід“. Ніхто не вийшов… Живих у бункері не виявилося. При світлі акумуляторного ліхтаря Стекляр побачив три трупи. Один без ноги — це був Зот. У руці бандит стискав автомат».
За версією Стекляра, 4 березня 1952 року в селі Сухівці Хасевич, незважаючи на пропозицію здатися, убив двох своїх соратників, а потім застрелився.
25 серпня 2016 року в Рівненському окружному адміністративному суді відбувся розгляд справи Бориса Стекляра до Управління СБУ в Рівненській області, у якому, всупереч Закону України «Про доступ до архівів репресивних органів комуністичного тоталітарного режиму 1917-1991 років» просив суд зобов’язати Управління СБУ в Рівненській області не надавати його особову справу №2095 для ознайомлення. Позов було залишено без розгляду.
Пізніший аналіз особової справи й архівних документів виявили, що полковник КГБ Борис Стекляр, який брав участь у ліквідації підпільного художника УПА Ніла Хасевича, в 1960-х роках виконував оперативні завдання проти українських націоналістів у радянських концтаборах. Йдеться про наказ Голови КГБ генерал-лейтенанта Віталія Нікітченка № 85 від 17 липня 1964 року про заохочення співробітників Управління КГБ по Рівненськоій області.
Серед відзначених за «вміло підготовані заходи з розвінчання ідеології українських буржуазних націоналістів і показу досягнень Української РСР за роки Радянської влади, проведений у Дубравному ВТТ (виправно-трудовому таборі) Мордовської АРСР» є й прізвище Бориса Стекляра.
ДубравЛАГ, чий центр розташовувався в с. Явас Зубово-Полянського району Мордовії, до 1954 року був особливим (тобто, каторжним) табором. Після розформування системи ГУЛАГу в 1960-х роках табір залишався виправним закладом із окремими колоніями для політичних в’язнів.
У ньому відбували строки ув’язнення відомі українські дисиденти та колишні повстанці Святослав Караванський, Іван Гель, В’ячеслав Чорновіл, Василь Левкович, Юрій Бадзьо, Михайло Сорока (помер у таборі), Йосиф Сліпий та інші.
Як повідомив історик Центру досліджень визвольного руху, екс-заступник директора Архіву СБУ Володимир Бірчак, «заходи», в яких брав участь у таборах Стекляр, скоріше за все, були дещо серйознішими, ніж «показ досягнень УРСР».

## Нагороди
- орден Богдана Хмельницького 3-го ступеня (14.10.1999).
- орден Червоного Прапора (12.05.1945).
- два ордени Вітчизняної війни 1-го ступеня (14.02.1945, 11.03.1985).
- орден Вітчизняної війни 2-го ступеня (26.10.1944).
- орден Червоної Зірки (29.03.1944).
- Медаль «За бойові заслуги».
- Медаль «За оборону Сталінграда».
- Медаль «За взяття Берліна».
- Медаль «За визволення Варшави».
- Медаль «За перемогу над Німеччиною».
- інші медалі.
- «Почесний ветеран України» — відзнака Ради організації ветеранів України.